# 6711 Holliman
A 6711 Holliman (ideiglenes jelöléssel 1989 HG) a Naprendszer kisbolygóövében található aszteroida. Eleanor F. Helin fedezte fel 1989. április 30-án.